# Makina de armado
Makina de armado è un singolo dei rapper argentini Duki, Khea e Neo Pistéa pubblicato il 3 febbraio 2019.

## Tracce
1. Makina de armado – 2:13